# 一之森音頭/おひつじ座の男
「一之森音頭/おひつじ座の男」（いちのもりおんど/おひつじざのおとこ）は、日本のシンガーソングライター・DAIGOが、一之森大湖名義で発売した2作目（通算13作目）のシングル。

## 概要
- 前作「一之森大湖です/戻っておくれ」から1年2か月ぶりのシングル作品にして両A面シングル。
- ジャケットの異なる一之森音頭盤とおひつじ座の男盤の2形態で発売され、両盤で表題1曲目が入れ替わり各々のカラオケバージョンが収録された[1]。

## 収録曲
| 全作曲: 一之森大湖、全編曲: 飯田匡彦。 |                               |            |            |
| #                                      | タイトル                      | 作詞       | 作曲・編曲 |
| 1.                                     | 「一之森音頭」                | 一之森大湖 | 一之森大湖 |
| 2.                                     | 「おひつじ座の男」            | 一之森大湖 | 一之森大湖 |
| 一之森音頭盤.                          | 「一之森音頭 (カラオケ)」     |            | 一之森大湖 |
| おひつじ座の男盤.                      | 「おひつじ座の男 (カラオケ)」 |            | 一之森大湖 |

### 解説
1. 一之森音頭
夏祭りや盆踊りで踊って盛り上がれる楽曲をテーマに制作された。同時にこの楽曲を周知させ祭にゲストとして出演オファーされ、消息不明の設定上の妻・一之森景子を探す目的もあるという[1]。
2. おひつじ座の男
自身の星座であるおひつじ座をテーマに制作された。なお、タイトルは美川憲一の「さそり座の女」からのオマージュである[1]。
3. 一之森音頭 (カラオケ)
表題1曲目のカラオケバージョン。
4. おひつじ座の男 (カラオケ)
表題2曲目のカラオケバージョン。

## 参加ミュージシャン
- 一之森大湖：Vocal

サポートミュージシャン
- 勝山紀子：Chorus (#1)
- 中田沙羅：Chorus (#1)
- 三枝友紀：Chorus (#1)
- 小林宏衣：Chorus (#2)